# کتاب نارنجی

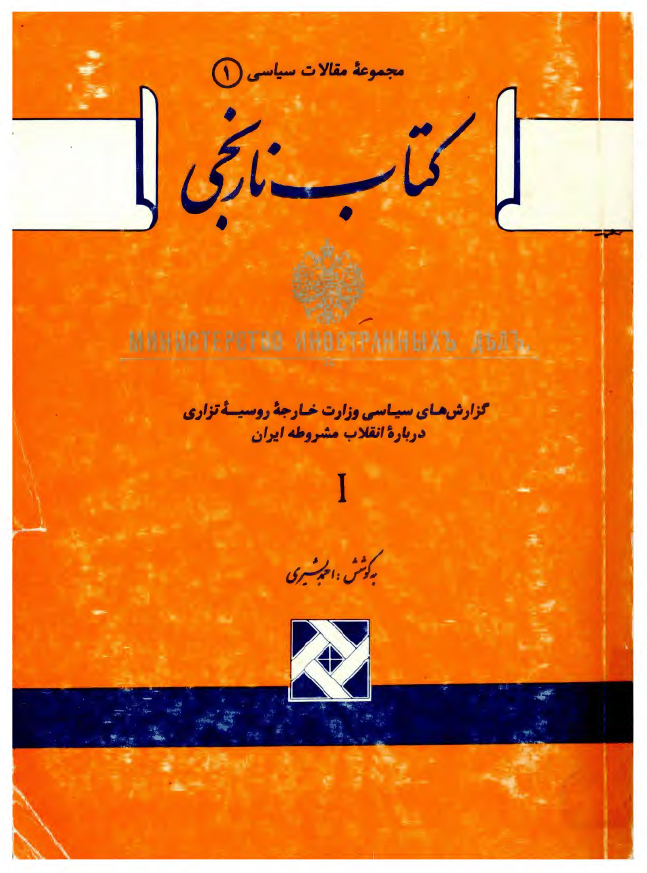
تصویری از جلد اول ترجمه ی کتاب نارنجی

کتاب نارنجی ترجمهٔ جلدهای اول، دوم و چهارم از یک دورهٔ هفت جلدی از گزارش‌های وزارت امور خارجهٔ روسیهٔ تزاری است که در سال ۱۹۱۱ میلادی، در کشور روسیه چاپ و پخش شده است. عنوان اصلی کتاب هفت جلدی، مجموعهٔ اسناد سیاسی است؛ امّا از آنجا که رنگ جلد آن‌ها «نارنجی» بوده، به کتاب نارنجی معروف شده است.
این کتاب حاوی گزارش‌هایی از سال ۱۹۰۶ تا سال ۱۹۱۱میلادی، از فعالیت‌های دیپلماتیک سفیر و کارداران روسیه در تهران و مراکز کنسولی آن کشور در عراق و اروپا، مذاکرات نمایندگان مجلس و دولت ایران، متن قانون اساسی و دستخط شاه دربارهٔ مشروطیت، دستورهای وزارت خارجهٔ روسیه به سفیر آن کشور در تهران و اسناد مکاتبه‌های سیاسی وزارت خارجهٔ انگلیس با روس‌ها دربارهٔ جنبش مشروطیت است که برای اطلاع مقام‌های روسیه ارسال شده است.
همچنین کتاب، حاوی گزارش وضعیت مردم ایران، گروه‌ها، انجمن‌ها، اصناف و عالمان بوده، دیدگاه آنان را دربارهٔ نظام سیاسی، دولت و مشروطیت منعکس کرده است و از دید روس‌ها، سیمای مردم ایران و جنبش مشروطه در این گزارش‌ها ترسیم شده است. این کتاب چنان‌که روشن است از لحاظ دسته‌بندی کلّی، میان کتاب‌های تحلیلی جای نمی‌گیرد؛ بلکه صبغهٔ سندی و وقایع‌نگارانه دارد.
جلدهایی از این دوره هفت جلدی که به گزارش‌های ایران پرداخته است به شرح و بازه‌های زمانی ذیل است:
- جلد اول رویدادهای ۱۰ اوت ۱۹۰۶ تا ۲۷ سپتامبر ۱۹۰۸.
- جلد دوم رویدادهای ۳۰ سپتامبر ۱۹۰۸ تا ۲۴ ژوئیه ۱۹۰۹.
- جلد چهارم رویدادهای ۱ ژانویه تا آخر ژوئن ۱۹۱۰.